# چارلز آر. مک‌آیور
چارلز آر. مک‌آیور (انگلیسی: Charles R. MacIver; ۲۶ اکتبر ۱۸۹۰ – ۲۵ آوریل ۱۹۸۱) قایقران قایق بادبانی اهل بریتانیا بود.